# Eclipse lunar de 4 de abril de 1977
| Eclipse Lunar Parcial 4 de abril de 1977 | Eclipse Lunar Parcial 4 de abril de 1977 |
| --- | ---------------------------------------- |
| A Lua cruza o trecho sul do cone de sombra da Terra, de oeste para leste (da direita para a esquerda), com a porção norte do disco lunar escurecida pela umbra. |                                          |
| Gamma | -0,9148                                  |
| Saros (e membro) | 112 (63 de 72)                           |
| Sequência de eclipses lunares |                                          |
| Anterior | 6 de novembro de 1976                    |
| Próximo | 27 de setembro de 1977                   |
| Duração (hr:mn:sc) |                                          |
| Parcial | 1:34:46                                  |
| Penumbral | 4:22:58                                  |
| Fases e Horários do Eclipse (UTC) |                                          |
| P1 | 2:06:47                                  |
| U1 | 3:30:56                                  |
| Máximo | 4:18:15                                  |
| U4 | 5:05:42                                  |
| P4 | 6:29:45                                  |

O eclipse lunar de 4 de abril de 1977 foi um eclipse parcial, o primeiro de dois eclipses do ano, e único como parcial. Teve magnitude umbral de 0,1929 e penumbral de 1,1657. Teve duração de 95 minutos.
No eclipse máximo, uma pequena mordida na Lua deveria ter sido visível. O eclipse durou 1 hora e 35 minutos, com apenas 19% da Lua na sombra no máximo.
A Lua cruzou a extremidade sul do cone na sombra da Terra, em nodo ascendente, dentro da constelação de Virgem.

## Série Saros
Eclipse pertencente ao ciclo lunar Saros de série 112, sendo este de número 63, num total de 72 eclipses da série. O último eclipse deste ciclo foi o eclipse parcial de 24 de março de 1959, e o próximo será com o eclipse parcial de 15 de abril de 1995.

## Visibilidade
Foi visível nas Américas, Europa e África.
| Região do planeta onde o eclipse foi visível durante o máximo do evento - 4:18 UTC. O Brasil, obteve a melhor observação do meio do eclipse, de onde foi visível à meia-noite. |
| Mapa de visibilidade do eclipse |